# المجموعة 42
المجموعة 42 (بالإنجليزية: Group 42) المعروفة أيضًا باسم G42، هي شركة ذكاء اصطناعي وحوسبة سحابية تأسست في أبو ظبي، الإمارات العربية المتحدة (الإمارات العربية المتحدة) في عام 2018. تدعي المنظمة أنها تعمل على تطوير صناعات الذكاء الاصطناعي في القطاع الحكومي والرعاية الصحية، التمويل والنفط والغاز والطيران والضيافة وما إلى ذلك، تجري G42 أبحاثًا وتقدم حلولًا خاصة بالصناعة بهدف معالجة الفرص على المدى القريب. وتتخذ الشركة من مدينة مصدر مقراً لها.

## إنشاء صندوق للاستثمار في التكنولوجيا
وفي عام 2022 أطلقت الشركة صندوق استثماري توسعي لتعزيز النمو التكنولوجي على مستوى العالم، بقيمة 10 مليارات دولار، وذلك بالشراكة مع صندوق أبوظبي للنمو.
ويستثمر الصندوق الاستثماري التوسعي من "جي 42" في الأسهم الخاصة ضمن الشركات التي تتميز بتقنيات مبتكرة وتمتلك أُسس أعمال قوية وراسخة مع تخصيص حصة كبيرة من الاستثمار للمناطق التي تشهد نمواً كبيراً.
ويسعى الصندوق للاستثمار في مختلف التقنيات التي تسهم في تطوير مستقبل الاقتصاد العالمي مثل:
- تقنيات الحوسبة والاتصالات
- التنقل الذكي
- التكنولوجيا الصديقة للبيئة
- مصادر الطاقة المتجددة
- البنية التحتية الرقمية
- المواد الجديدة
- العوالم الافتراضية
- التكنولوجيا المالية
- الرعاية الصحية
- علوم الحياة.

## الشركات التابعة
من أبرز الشركات التابعة لGroup 42:
- AIQ هو مشروع مشترك بين أدنوك، الشركة الرائدة عالميًا في مجال الطاقة في الإمارات العربية المتحدة، و G42، الشركة الرائدة في مجال الذكاء الاصطناعي. تأسس هذا المشروع بشكل رسمي في عام 2020، ويتمثل تركيز AIQ في تطوير وتسويق منتجات وتطبيقات الذكاء الاصطناعي لصناعة الطاقة.
- بيانات هي شركة عامة تعمل في قطاع البرمجيات والخدمات مع التركيز على استشارات تكنولوجيا المعلومات وخدمات تكامل الأنظمة
- Core42 شركة رائدة في مجال التحول الرقمي، تقدم مجموعة واسعة من القدرات والحلول التكنولوجية التي تمكن من تنفيذ برامج الذكاء الاصطناعي المؤسسي وبرامج الذكاء الاصطناعي على المستوى الوطني.
- حياة بايوتك مشروع مشترك بين Sinopharm CNBG وG42، ومقره في ADGM، أبو ظبي، الإمارات العربية المتحدة، حياة بيوتك في رحلة مستمرة لتوسيع محفظتها المتنوعة من خلال مساعي البحث والتطوير المبتكرة مع الرغبة في تحسين الإنسانية.
- خزنة هي الشركة الرائدة في مجال توفير مراكز البيانات التجارية بالجملة في دولة الإمارات العربية المتحدة، وهي واحدة من أكبر مشغلي البنية التحتية لمراكز البيانات في منطقة الشرق الأوسط وشمال أفريقيا.
- presight.ai هي شركة تعمل في مجال تحليل البيانات الضخمة باستخدام الذكاء الاصطناعي لحل التحديات و المشاكل و خدمة العملاء .
- جي 42 للرعاية الصحية
- جي 42 سمارت نيشن
- جي 42 كلاود
- إنجازات

## "جيس للمناخ"
أطلقت شركة «كور 42»، التابعة لمجموعة «جي 42» في نوفمبر 2023 "برنامج Jais 30B وهو أحدث برامج اللغة العربية وأكثرها كفاءة والذي يمكنه تشغيل تطبيقات الذكاء الاصطناعي التوليدية. وذلك بالتعاون مع جامعة محمد بن زايد للذكاء الاصطناعي ويعد أول نموذج لغوي كبير ثنائي اللغة في العالم مخصص للمناخ والاستدامة،ويهدف إلى تقديم المعلومات حول تغيّر المناخ و يشجع السلوكيات الواعية تجاه الأرض .و يضع النموذج البيانات المناخية بمتناول أكثر من 274 مليون شخص ناطق بالعربية و1.4 مليار شخص ناطق باللغة الإنجليزية في جميع أنحاء العالم.

## تاريخ الشركة
تعمل G42 بنشاط وعلى نطاق واسع في شراكة مع الشبكات التي تتصل بالنظام البيئي للشركة وتتوافق مع رؤيتها. تتراوح شراكات الشركة بين المشاريع المشتركة ، واتفاقيات العمل الجماعي الاستراتيجية ، والاستثمار المباشر الذي تقوم به G42.

### عمليات الاستحواذ
- Bayanat: في 14 يناير 2020 ، أعلنت G42 عن استحواذها على Bayanat for Mapping and Survey Services LLC ، وهي مزود متكامل لمنتجات وخدمات البيانات الجغرافية المكانية. قيل إن عملية الاستحواذ مكملة لمجموعة G42 من الحلول المستندة إلى الأقمار الصناعية ، والاستفادة من كفاءتها في تحليلات البيانات و الذكاء الاصطناعي.[8][9][10]

### شراكة
- Alibaba Cloud: استضافت Alibaba Cloud بالشراكة مع G42 أول قمة للإنترنت في منطقة الشرق الأوسط وأفريقيا. أقيم الحدث بهدف جذب مشاركة خبراء التكنولوجيا والمديرين التنفيذيين من أكبر 100 شركة إنترنت في المنطقة. عُقدت القمة في وقت انعقاد مؤتمر Ghyma 2019. وكان من بين الضيوف معالي د. سيف محمد الهاجري رئيس دائرة التنمية الاقتصادية في أبوظبي. د. محمد غياث ، المدير التنفيذي لعمليات أمن المعلومات بهيئة أبوظبي الرقمية. الرئيس التنفيذي لشركة G42 ، Peng Xiao ، ورئيس Alibaba Cloud Intelligence ، سيلينا يوان.[11][12]

- مايكروسوفت: في أبريل 2024، أعلنت شركة مايكروسوفت أنها ستستثمر 1.5 مليار دولار في شركة G42. وكجزء من الصفقة، سينضم براد سميث من مايكروسوفت إلى مجلس إدارة G42، وقالت G42 إنها ستستخدم منصة Microsoft Azure لتطوير الذكاء الاصطناعي ونشره.[13][14] قال براد سميث إن صفقة الشركة مع G42 قد تتضمن نقل الأدوات والرقائق. ومع ذلك، حذر المسؤولون الأمريكيون من أنه قد يكون له آثار على الأمن القومي، وأثاروا مخاوف من أن أنظمة الذكاء الاصطناعي يمكن أن تبسط هندسة الأسلحة الكيميائية والبيولوجية والنووية. ومع ذلك، كانت صفقة مايكروسوفت تتطلب موافقة وزارة التجارة الأمريكية للمضي قدمًا. كما انزعج بعض المشرعين من المفاوضات المغلقة بين G42 وMicrosoft حول الشروط والضمانات المتعلقة بنقل التكنولوجيا الأمريكية.[15]

وقد قامت المجموعة بافتتاح أحد أكبر المختبرات المتخصصة في إجراء الفحوصات لمواجهة جائحة فيروس كوفيد-19 وإطلاق "مركز أوميكس للتميز" الذي يعد أكبر منشآت العلوم البيولوجية في المنطقة وأكثرها تطورا على المستوى التقني والأتمتة والقدرات الحاسوبية والإنتاجية.

## تدقيق الحكومة الأمريكية
في نوفمبر 2023 ، أعربت السلطات الأمريكية عن مخاوف من أن المجموعة 42 يمكن أن تعمل كقناة لنقل التكنولوجيا الأمريكية المتقدمة إلى الشركات الصينية أو الحكومة الصينية. كما أثاروا إنذارات حول دور هواوي في تطوير البنية التحتية التكنولوجية لـ المجموعة 42. حذرت تقارير الاستخبارات من أن علاقات المجموعة 42 بالشركات الصينية التي تمت الموافقة عليها مثل مجموعة BGI قد تسهل نقل البيانات الوراثية من ملايين الأميركيين وغيرهم إلى الحكومة الصينية. وبالتالي ، أعلنت بينغ شياو أن المجموعة 42 سيؤدي إلى التخلص التدريجي من استخدام معدات هواوي.
في يناير 2024 ، تم حث وزارة التجارة الأمريكية على فرض ضوابط تصدير على المجموعة 42 و 13 شركة تابعة. في فبراير 2024 ، ذكرت المجموعة 42 أنها انسحبت بالكامل من جميع استثماراتها في الصين. في يوليو 2024 ، طلب ممثلو الولايات المتحدة مايكل ماكول وجون موليناار من الحكومة الفيدرالية إجراء تقييم مخابرات لعلاقات المجموعة 42 بالحكومة الصينية والعسكرية ، وكذلك المخاطر المحتملة لسرقة الملكية الفكرية ، قبل السماح باستثمار مايكروسوفت 1.5 مليار دولار في المجموعة 42 للمضي قدمًا. في نفس الشهر ، اتهمت اللجنة المختارة السفير الإماراتي يوسف أوتايبا من "التدخل الشخصي" لمنعها من الاجتماع مع ممثلين من المجموعة 42. قامت مايكروسوفت في وقت لاحق بمراجعة استثماراتها في المجموعة 42 لتشمل زيادة الرقابة والسيطرة.
في مايو 2025 ، وقع دونالد ترامب اتفاقًا مع المجموعة 42 لإنشاء أكبر حرم للذكاء الاصطناعي خارج الولايات المتحدة ، الواقع في الإمارات العربية المتحدة. كجزء من الصفقة ، كان من المتوقع أيضًا أن تحصل الإمارات على وصول أوسع إلى رقائق الذكاء الاصطناعي المتقدمة من واشنطن. ومع ذلك ، كان بعض المسؤولين من إدارة ترامب يبطئون الجهود المبذولة لإنهاء الصفقة مع الإمارات العربية المتحدة ، والتي ستمكن من شراء رقائق ذكاء اصطناعي في إنفيديا. كانوا يفكرون في الشروط المنقحة لمعالجة مخاوف الأمن القومي. مشيرة إلى المخاوف من أن الصين يمكن أن تحصل على التكنولوجيا الأمريكية المتقدمة من خلال المجموعة 42، اقترح المسؤولون تقييد شركة الإماراتية من الحصول على ما يقرب من 20 ٪ من رقائق الذكاء الاصطناعى المقترحة.